# Apeadeiro de Meiral
O Apeadeiro de Meiral, igualmente conhecido como Arneiro-Meiral, foi uma gare do Ramal da Lousã, que servia a localidade de Meiral, no Distrito de Coimbra, em Portugal.

## História

### Abertura ao serviço
Este apeadeiro situava-se no troço entre as estações de Coimbra e Lousã do Ramal da Lousã, que abriu à exploração em 16 de Dezembro de 1906, pela Companhia Real dos Caminhos de Ferro Portugueses. Não figura no mapa oficial de 1985.

### Século XXI
Em Fevereiro de 2009, a circulação no Ramal da Lousã foi temporariamente suspensa para a realização de obras, tendo os serviços sido substituídos por autocarros.

O troço entre Serpins e Miranda do Corvo foi encerrado em 1 de Dezembro de 2009, para as obras de construção do Metro Mondego. Já em 2007, o projeto apresentado para o Metro Mondego (entretanto nunca construído) preconizava a inclusão de Meiral como uma das 14 interfaces do Ramal da Lousã a manter como estação/paragem do novo sistema.